# Dolichoderus crawleyi
Dolichoderus crawleyi är en myrart som beskrevs av Horace Donisthorpe 1917. Dolichoderus crawleyi ingår i släktet Dolichoderus och familjen myror. Inga underarter finns listade i Catalogue of Life.